# Вімблдонський турнір 2012
Вімблдонський турнір 2012 проходитиме з 25 червня по 8 липня 2012 року на кортах Всеанглійського клубу лаун-тенісу і крокету в передмісті Лондона Вімблдоні. Це буде 126-ий Вімблдонський чемпіонат, а також третій турнір Великого шолома з початку року.  Турнір входить до програм ATP та WTA турів.

## Призові гроші
Призовий фонд турніру збільшено до  16 млн 060 тис. фунтів стерлінгів
| Event         | П          | Ф        | ПФ       | ЧФ       | 4к      | 3к      | 2к      | 1к      | Q3     | Q2     | Q1     |
| Одиночні      | £1,150,000 | £575,000 | £287,500 | £145,000 | £75,000 | £38,875 | £23,125 | £14,500 | £8,500 | £4,250 | £2,125 |
| Парні *       | £260,000   | £130,000 | £65,000  | £32,500  | £16,650 | £9,350  | £5,450  | –       | –      | –      | –      |
| Мікст *       | £92,000    | £46,000  | £23,000  | £10,500  | £5,200  | £2,600  | £1,300  | –       | –      | –      | –      |
| Парні на ІВ * | £8,000     | £5,500   | £2,750   | £1,750   | –       | –       | –       | –       | –      | –      | –      |

* на пару гравців

## Рейтингові очки

### Дорослі
| Стадія                  | Чоловіки, одиночний | Чоловіки, парний | Жінки, одиночний | Жінки, парний |
| ----------------------- | ------------------- | ---------------- | ---------------- | ------------- |
| Чемпіон                 | 2000                | 2000             | 2000             | 2000          |
| Фіналіст                | 1200                | 1200             | 1400             | 1400          |
| Півфіналіст             | 720                 | 720              | 900              | 900           |
| Чвертьфіналіст          | 360                 | 360              | 500              | 500           |
| Коло 16-и               | 180                 | 180              | 280              | 280           |
| Коло 32-ох              | 90                  | 90               | 160              | 160           |
| Коло 64-ох              | 45                  | 0                | 100              | 5             |
| Коло 128-и              | 10                  | –                | 5                | –             |
| Кваліфікація            | 25                  | 25               | 60               | 48            |
| 3 коло кваліфікації     | 16                  | –                | 50               |               |
| 2 коло кваліфікації     | 8                   | –                | 40               |               |
| Перше коло кваліфікації | 0                   | –                | 2                |               |

### Юніори
| Стадія                                 | Хлопці, одиночний | Дівчата, одиночний | Хлопці, пари | Дівчата, пари |
| -------------------------------------- | ----------------- | ------------------ | ------------ | ------------- |
| Чемпіон                                | 250               | 250                | 180          | 180           |
| Фіналіст                               | 180               | 180                | 120          | 120           |
| Півфіналіст                            | 120               | 120                | 80           | 80            |
| Чвертьфіналіст                         | 80                | 80                 | 50           | 50            |
| Коло 16-и                              | 50                | 50                 | 30           | 30            |
| Коло 32-ох                             | 30                | 30                 | –            | –             |
| Кваліфікація                           | 25                | 25                 |              |               |
| Програш у останньому колі кваліфікації | 20                | 20                 |              |               |

### Гравці на інвалідних візках
| Стадія         | Чоловіки, парний | Жінки, парний |
| -------------- | ---------------- | ------------- |
| Чемпіони       | 800              | 800           |
| Фіналісти      | 500              | 500           |
| Третє місце    | 375              | 375           |
| Четверте місце | 100              | 100           |

## Результати

### Дорослі
Чоловіки, одиночний розряд
 Роджер Федерер переміг  Енді Маррей, 4–6, 7–5, 6–3, 6–4
Для Федерера це 7 перемога на Вімблдоні й 17 виграний турнір Великого шолома. 
Жінки, одиночний розряд
 Серена Вільямс перемогла  Агнешку Радванську, 6–1, 5–7, 6–2
Для Вільямс це 14 перемога в турнірах Великого шолома й 5 на Вімблдоні. 
Чоловіки, парний розряд
 Джонатан Меррей /  Фредерік Нільсен перемогли пару  Роберт Ліндстедт /  Горія Текеу, 4–6, 6–4, 7–6(7–5), 6–7(5–7), 6–3
Жінки, парний розряд
 Серена Вільямс /  Вінус Вільямс перемогли пару  Андреа Главачкова /  Луціє Градецька 7-5, 6-4
Це 13 перемога сестер Вільямс у турнірах Великого шолома.
Мікст
 Майк Браян /  Ліза Реймонд перемогли пару  Леандер Паес /  Олена Весніна, 6–3, 5–7, 6–4

### Юніори
Хлопці, одиночний розряд
 Філіп Пеліво переміг  Люка Севілла, 7–5, 6–4
Дівчата, одиночний розряд
 Ежені Бушар перемогла  Еліну Світоліну 6-2, 6-2
Хлопці, парний розряд
 Ендрю Гарріс /  Нік Киріос перемогли пару  Маттео Донаті /  П'єтро Лічч'ярді, 6–2, 6–4
Дівчата, парний розряд
 Ежені Бушар /   Тейлор Таунсенд перемогли пару  Белінда Бенчич /  Ана Конюх 6-4, 6-3

## Сіяні гравці

### Чоловіки. Одиночний розряд
Місце гравця при розсіюванні визначалося за системою розрахунку для трав'яних кортів. Складовими системи були
- Рейтинг гравця на тиждень, що передував чемпіонату
- 100 % очок, здобутих на трав'яних кортах за попередні 12 місяців
- 75 % очок, здобутих на трав'яних кортах за 12 місяців до того[7].

| Посів | Місце в рейтингу | Гравець                | Рейтинг | Захищає | Здобув | Новий рейтинг | Стадія                 | Супротивник            |
| ----- | ---------------- | ---------------------- | ------- | ------- | ------ | ------------- | ---------------------- | ---------------------- |
| 1     | 1                | Новак Джокович         | 12280   | 2000    | 720    | 11000         | Поразка в півфіналі    | Роджер Федерер         |
| 2     | 2                | Рафаель Надаль         | 10060   | 1200    | 45     | 8865          | Поразка в 2 колі       | Лукаш Росол            |
| 3     | 3                | Роджер Федерер         | 9435    | 360     | 2000   | 11075         | Чемпіон                | Енді Маррей            |
| 4     | 4                | Енді Маррей            | 6980    | 720     | 1200   | 7460          | Поразка у фіналі       | Роджер Федерер         |
| 5     | 5                | Жо-Вілфрід Тсонга      | 5230    | 720     | 720    | 5230          | Поразка в півфіналі    | Енді Маррей            |
| 6     | 7                | Томаш Бердих           | 4685    | 180     | 10     | 4515          | Поразка в 1 колі       | Ернестс Гульбіс        |
| 7     | 6                | Давид Феррер           | 5250    | 180     | 380    | 5430          | Поразка в чвертьфіналі | Енді Маррей            |
| 8     | 8                | Янко Типсаревич        | 3200    | 10      | 90     | 3280          | Поразка в 3 колі       | Михайло Южний          |
| 9     | 9                | Хуан Мартін дель Потро | 3180    | 180     | 180    | 3180          | Поразка в 4 колі       | Давид Феррер           |
| 10    | 12               | Марді Фіш              | 2535    | 360     | 180    | 2355          | Поразка в 4 колі       | Жо-Вілфрід Тсонга      |
| 11    | 10               | Джон Існер             | 2655    | 45      | 10     | 2620          | Поразка в 1 колі       | Алехандро Фалья        |
| 12    | 11               | Ніколас Альмагро       | 2605    | 90      | 90     | 2605          | Поразка 3 колі         | Рішар Гаске            |
| 13    | 13               | Жіль Сімон             | 2525    | 90      | 45     | 2480          | Поразка в 2 колі       | Ксав'є Малісс          |
| 14    | 17               | Фелісіано Лопес        | 1725    | 360     | 10     | 1375          | Поразка в 1 колі       | Яркко Ніємінен         |
| 15    | 14               | Хуан Монако            | 2115    | 10      | 90     | 2195          | Поразка в 3 колі       | Віктор Троїцький       |
| 16    | 18               | Марин Чилич            | 1655    | 10      | 180    | 1825          | Поразка в 4 колі       | Енді Маррей            |
| 17    | 16               | Фернандо Вердаско      | 1765    | 45      | 90     | 1810          | Поразка в 3 колі       | Ксав'є Малісс          |
| 18    | 19               | Рішар Гаске            | 1600    | 180     | 180    | 1600          | Поразка в 4 колі       | Флоріан Маєр           |
| 19    | 20               | Нішікорі Кеі           | 1600    | 10      | 90     | 1680          | Поразка в 3 колі       | Хуан Мартін дель Потро |
| 20    | 27               | Бернард Томік          | 1255    | 385     | 10     | 880           | Поразка в 1 колі       | Давид Гоффен           |
| 21    | 22               | Мілош Раоніч           | 1540    | 45      | 45     | 1540          | Поразка в 2 колі       | Сем Кверрі             |
| 22    | 21               | Олександр Долгополов   | 1585    | 10      | 45     | 1620          | Поразка в 2 колі       | Бенуа Пер              |
| 23    | 26               | Андреас Сеппі          | 1390    | 45      | 10     | 1355          | Поразка в 1 колі       | Денис Істомін          |
| 24    | 23               | Марсель Гранольєрс     | 1530    | 10      | 10     | 1530          | Поразка в 1 колі       | Віктор Троїцький       |
| 25    | 24               | Станіслас Вавринка     | 1505    | 45      | 10     | 1470          | Поразка в 1 колі       | Юрген Мельцер          |
| 26    | 32               | Михайло Южний          | 1210    | 180     | 360    | 1390          | Поразка в чвертьфіналі | Роджер Федерер         |
| 27    | 29               | Філіпп Кольшрайбер     | 1220    | 10      | 360    | 1570          | поразка в чвертьфіналі | Жо-Вілфрід Тсонга      |
| 28    | 25               | Радек Штепанек         | 1340    | 10      | 90     | 1420          | Поразка в 3 колі       | Новак Джокович         |
| 29    | 31               | Жульєн Беннето         | 1210    | 45      | 90     | 1255          | Поразка в 3 колі       | Роджер Федерер         |
| 30    | 31               | Енді Роддік            | 1395    | 90      | 90     | 1395          | Поразка в 3 колі       | Давид Феррер           |
| 31    | 28               | Флоріан Маєр           | 1230    | 45      | 360    | 1545          | Поразка в півфіналі    | Новак Джокович         |
| 32    | 30               | Кевін Андерсон         | 1215    | 45      | 10     | 1180          | Поразка в 1 колі       | Григор Димітров        |

#### Знялися
| Місце | Гравець      | Рейтинг | Захищає | Здобуті | Новий рейтинг | Причина               |
| ----- | ------------ | ------- | ------- | ------- | ------------- | --------------------- |
| 15    | Гаель Монфіс | 1805    | 90      | 0       | 1715          | Травма правого коліна |

### Жінки
При розсіюванні гравців у жіночому одиночному розряді за основу був узятий рейтинг WTA. Винятки робилися комітетом з метою встановлення збалансованої сітки змагань у випадку теністисток, що на його думку мали в минулому значні досягнення на трав'яних кортах.
| Посів | Ранг | Гравець                 | Рейт. | Захищ. | Здобула | Новий рейтинг | Стадія                 | Супротивник         |
| ----- | ---- | ----------------------- | ----- | ------ | ------- | ------------- | ---------------------- | ------------------- |
| 1     | 1    | Марія Шарапова          | 9490  | 1400   | 280     | 8310          | Поразка в 4 колі       | Сабіне Лісіцкі      |
| 2     | 2    | Вікторія Азаренко       | 8800  | 900    | 900     | 8800          | Поразка в півфіналі    | Серена Вільямс      |
| 3     | 3    | Агнешка Радванська      | 7230  | 100    | 1400    | 8530          | Поразка у фіналі       | Серена Вільямс      |
| 4     | 4    | Петра Квітова           | 6775  | 2000   | 500     | 5275          | Поразка в чвертьфіналі | Серена Вільямс      |
| 5     | 5    | Саманта Стосур          | 6100  | 5      | 100     | 6195          | Поразка в 2 колі       | Аранча Рус          |
| 6     | 6    | Серена Вільямс          | 5640  | 280    | 2000    | 7360          | чемпіонка              | Агнешка Радванська  |
| 7     | 7    | Каролін Возняцкі        | 4366  | 280    | 5       | 4091          | Поразка в 1 колі       | Таміра Пашек        |
| 8     | 8    | Анджелік Кербер         | 4275  | 5      | 900     | 5170          | Поразка в півфіналі    | Агнешка Радванська  |
| 9     | 9    | Маріон Бартолі          | 3800  | 500    | 100     | 3400          | Поразка в 2 колі       | Мір'яна Лучич       |
| 10    | 10   | Сара Еррані             | 3350  | 100    | 160     | 3410          | Поразка в 3 колі       | Ярослава Шведова    |
| 11    | 11   | Лі На                   | 3245  | 100    | 100     | 3245          | Поразка в 2 колі       | Сорана Кирстя       |
| 12    | 12   | Віра Звонарьова         | 3160  | 160    | 160     | 3160          | Поразка в 3 колі       | Кім Клейстерс       |
| 13    | 13   | Домініка Цібулкова      | 3120  | 500    | 5       | 2625          | Поразка в 1 колі       | Клара Закопалова    |
| 14    | 14   | Ана Іванович            | 3010  | 160    | 280     | 3130          | Поразка в 4 колі       | Вікторія Азаренко   |
| 15    | 15   | Сабіне Лісіцкі          | 2697  | 900    | 500     | 2297          | Поразка в чвертьфіналі | Анджелік Кербер     |
| 16    | 17   | Флавія Пеннетта         | 2470  | 160    | 5       | 2315          | Поразка в 1 колі       | Каміла Джорджі      |
| 17    | 19   | Марія Кириленко         | 2295  | 160    | 500     | 2635          | чвертьфінал            | Агнешка Радванська  |
| 18    | 20   | Єлена Янкович           | 2220  | 5      | 5       | 2220          | Поразка в 1 колі       | Кім Клейстерс       |
| 19    | 21   | Луціє Шафарова          | 2135  | 100    | 5       | 2040          | Поразка в 1 колі       | Кікі Бертенс        |
| 20    | 22   | Надія Петрова           | 2225  | 280    | 160     | 2105          | Поразка в 3 колі       | Каміла Джорджі      |
| 21    | 23   | Роберта Вінчі           | 1965  | 160    | 280     | 2085          | Поразка в 4 колі       | Таміра Пашек        |
| 22    | 24   | Юлія Ґерґес             | 1945  | 160    | 160     | 1945          | Поразка в 3 колі       | Ана Іванович        |
| 23    | 25   | Петра Цетковська        | 1945  | 280    | 100     | 1765          | Поразка в 2 колі       | Слоун Стівенс       |
| 24    | 26   | Франческа Ск'явоне      | 1930  | 160    | 280     | 2050          | Поразка в 4 колі       | Петра Квітова       |
| 25    | 27   | Чжен Цзє                | 1850  | 100    | 160     | 1910          | Поразка в 3 колі       | Серена Вільямс      |
| 26    | 28   | Анабель Медіна Ґарріґес | 1835  | 5      | 100     | 1930          | Поразка в 2 колі       | Яна Чепелова        |
| 27    | 29   | Даніела Гантухова       | 1820  | 160    | 5       | 1665          | Поразка в 1 колі       | Джеймі Гемптон      |
| 28    | 30   | Крістіна Макгейл        | 1750  | 100    | 160     | 1810          | Поразка в 3 колі       | Анджелік Кербер     |
| 29    | 31   | Моніка Нікулеску        | 1735  | 100    | 5       | 1640          | Поразка в 1 колі       | Стефані Форец Гакон |
| 30    | 32   | Пен Шуай                | 1730  | 280    | 280     | 1730          | Поразка в 4 колі       | Марія Кириленко     |
| 31    | 33   | Анастасія Павлюченкова  | 1800  | 100    | 100     | 1800          | Поразка в 2 колі       | Варвара Лепченко    |
| 32    | 34   | Світлана Кузнецова      | 1642  | 160    | 5       | 1487          | Поразка в 1 колі       | Яніна Вікмаєр       |

#### Знялися
| Місце | Гравець         | Рейтинг | Захищає | Здобуті | Новий рейтинг | Причина            |
| ----- | --------------- | ------- | ------- | ------- | ------------- | ------------------ |
| 16    | Кая Канепі      | 2519    | 5       | 0       | 2514          | Травма п'яти       |
| 18    | Андреа Петкович | 2420    | 160     | 0       | 2260          | Травма правої ноги |

## Виноски
1. ↑  Wimbledon 2012 Prize Money (PDF). Архів оригіналу (PDF) за 1 червня 2012. Процитовано 20 квітня 2012. {{cite web}}: Недійсний |deadurl=404 (довідка)
2. 1 2  Rankings explained. atpworldtour.com. Архів оригіналу за 13 липня 2013. Процитовано 31 січня 2011.
3. 1 2  WTA Tour rules (PDF). wtatour.com. Архів оригіналу (PDF) за 13 липня 2013. Процитовано 31 січня 2011.
4. ↑  Juniors tournament grades. itftennis.com. Архів оригіналу за 13 липня 2013. Процитовано 31 січня 2011.
5. ↑  2011 ITF junior rules and regs (PDF). itftennis.com. Архів оригіналу (PDF) за 13 липня 2013. Процитовано 25 січня 2011.
6. ↑  Wheelchair tennis rules and regs for 2011 (PDF). itftennis.com. Архів оригіналу (PDF) за 13 липня 2013. Процитовано 31 січня 2011.
7. ↑  Seedings announced. Wimbledon.com. 15 червня 2012. Процитовано 15 червня 2012. {{cite web}}: Недійсний |deadurl=404 (довідка)
8. ↑  Kaia will skip Wimbledon Championships this year. Kaiakanepi.com. Архів оригіналу за 22 липня 2013. Процитовано 13 червня 2012.
9. ↑  Injury rules Petkovic out of French Open, Wimbledon. NDTV. Архів оригіналу за 14 серпня 2013. Процитовано 17 травня 2012.